# Khu phố Latinh

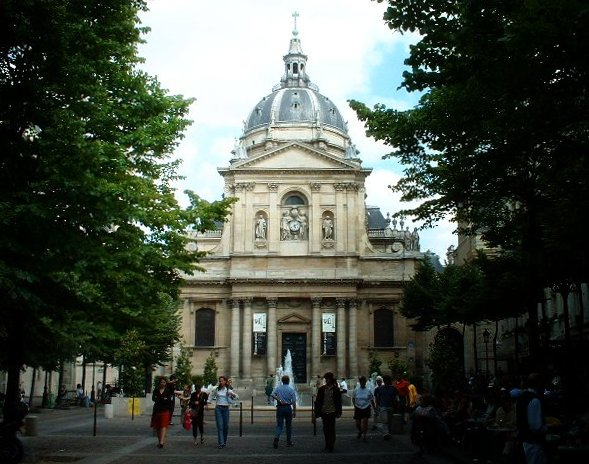
Sorbonne

Khu phố La Tinh hay Quận La Tinh (tiếng Pháp: Quartier latin) là một khu phố thuộc Quận 5 thành phố Paris. Nằm ở tả ngạn sông Seine, khu phố trải dài về phía Nam, bao gồm đồi Sainte Geneviève tới vườn Luxembourg. Phía Tây của khu phố La Tinh là khu Saint-Germain-des-Prés.
Là khu vực tập trung các cơ sở giáo dục từ thế kỷ 12, cái tên La Tinh vốn do tiếng La Tinh được sử dụng để giảng dạy ở đây. Ngày nay, khu phố La Tinh không chỉ đông đúc sinh viên mà còn thu hút nhiều khách du lịch nhờ các công trình nổi tiếng.
Có thể thấy ở khu phố La Tinh sự hiện diện các của đại học Paris I cho tới Paris V, cùng những trường lớn như Sư phạm, Trường Mỏ, trụ sở cũ Trường Bách khoa, trung học Henri IV... Các công trình ở đây có thể kể đến Điện Panthéon, cung điện Luxembourg trong vườn Luxembourg, Sorbonne, Bảo tàng Trung Cổ...
Ngày nơi đây cũng là khu vực đông đúc khách du lịch. Khu phố đi bộ Huchette nằm cạnh sông Seine, hai bên đầu đại lộ Saint-Michel với các con phố nhỏ, lát đá mang những cái tên độc đáo như « Rue du Chat-qui-Pêche », có nghĩa Con mèo câu cá. Hai bên phố có sự hiện diện của rất nhiều nhà hàng, quán cà phê, cùng các quán bar và một số gallery nghệ thuật.

## Lịch sử

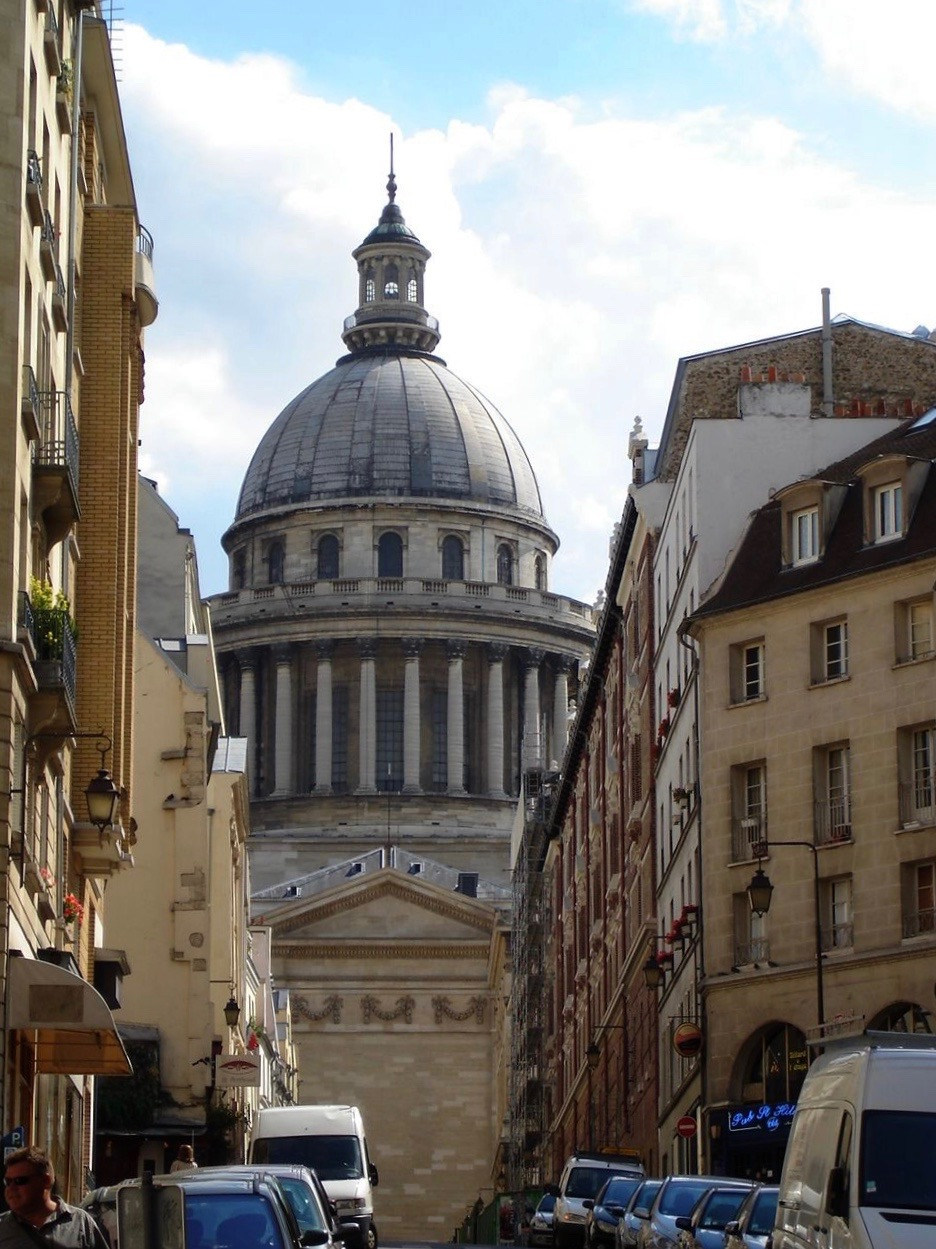
Điện Panthéon

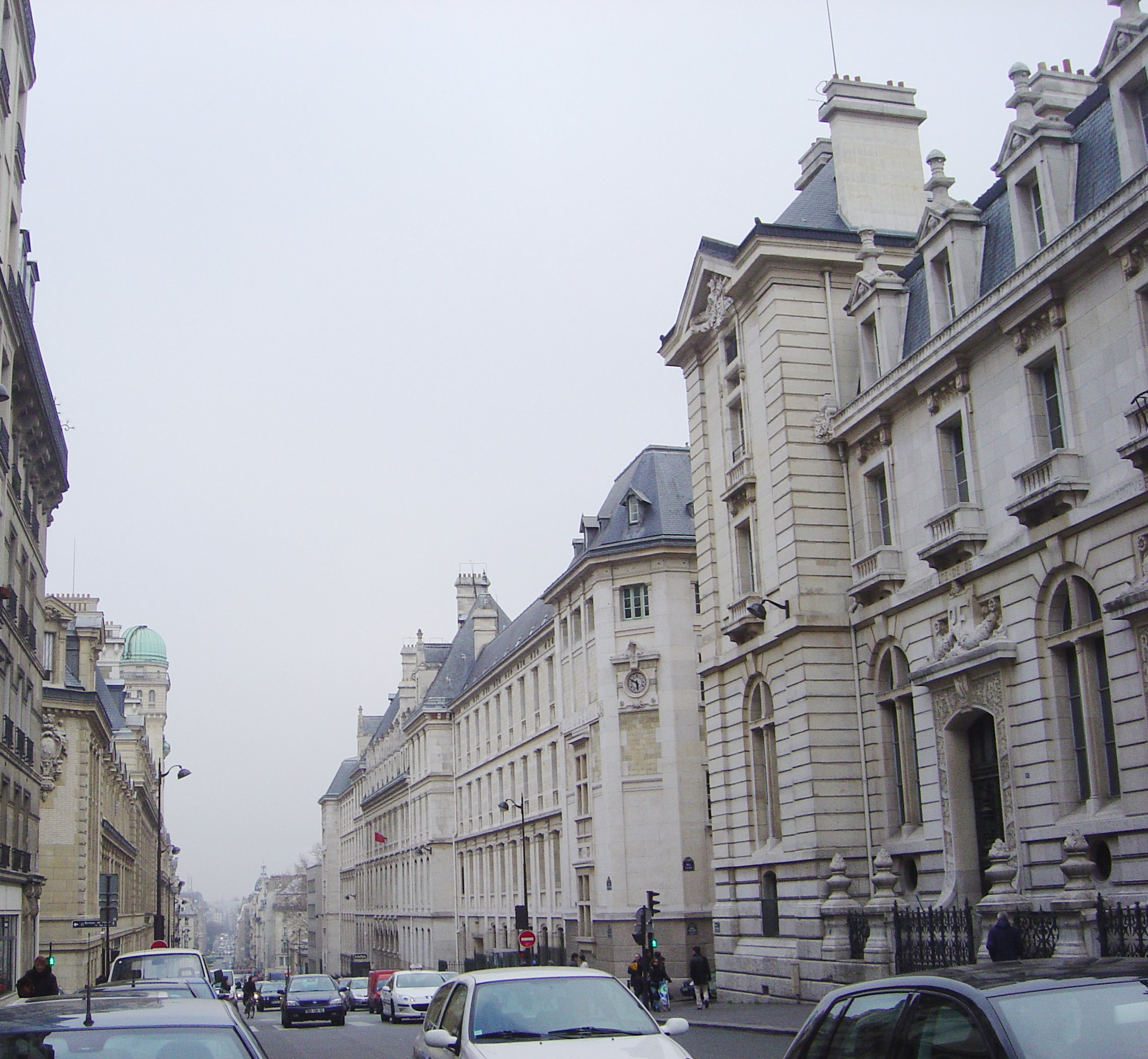
Trung học Louis-le-Grand trên phố Saint-Jacques

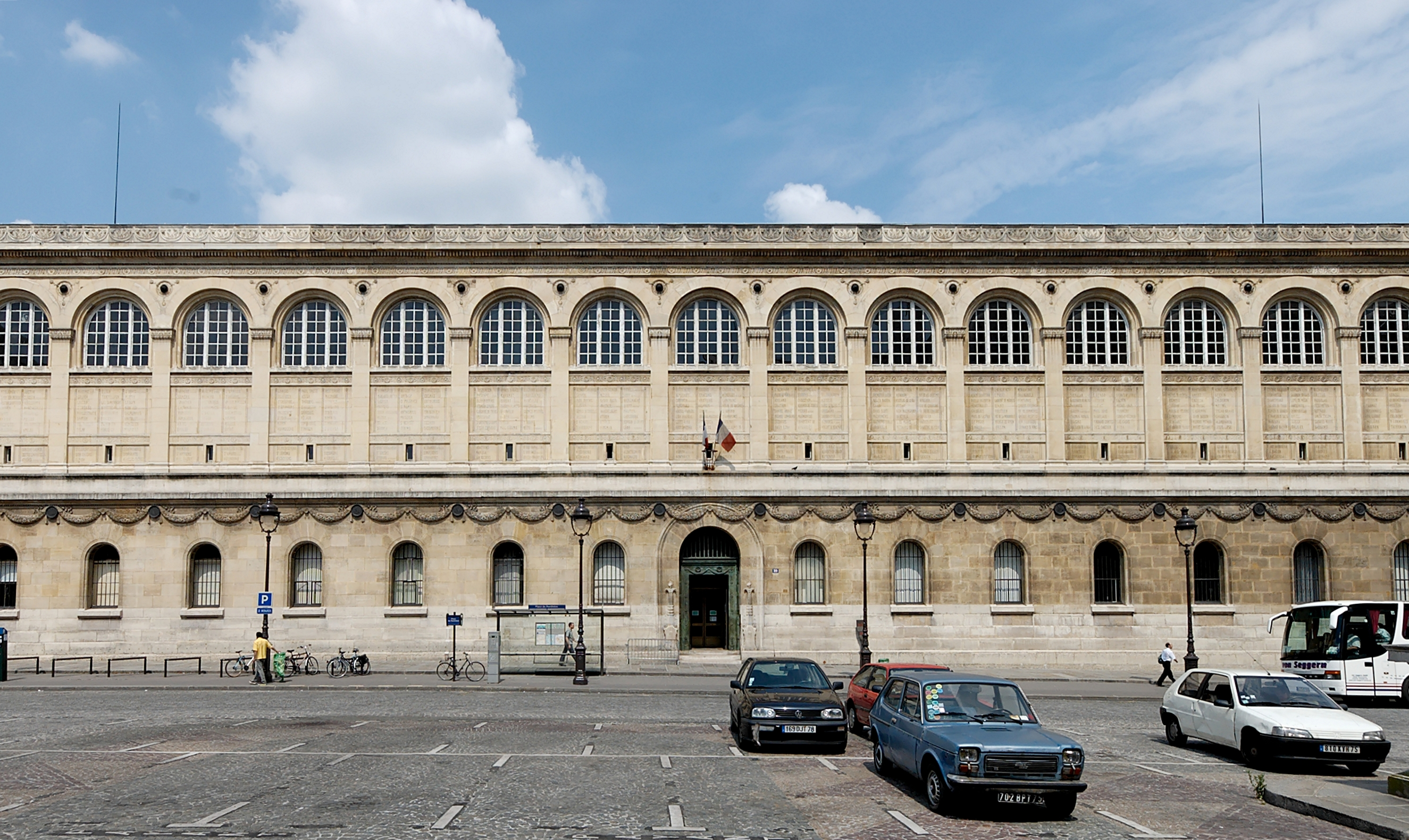
Thư viện Sainte-Geneviève

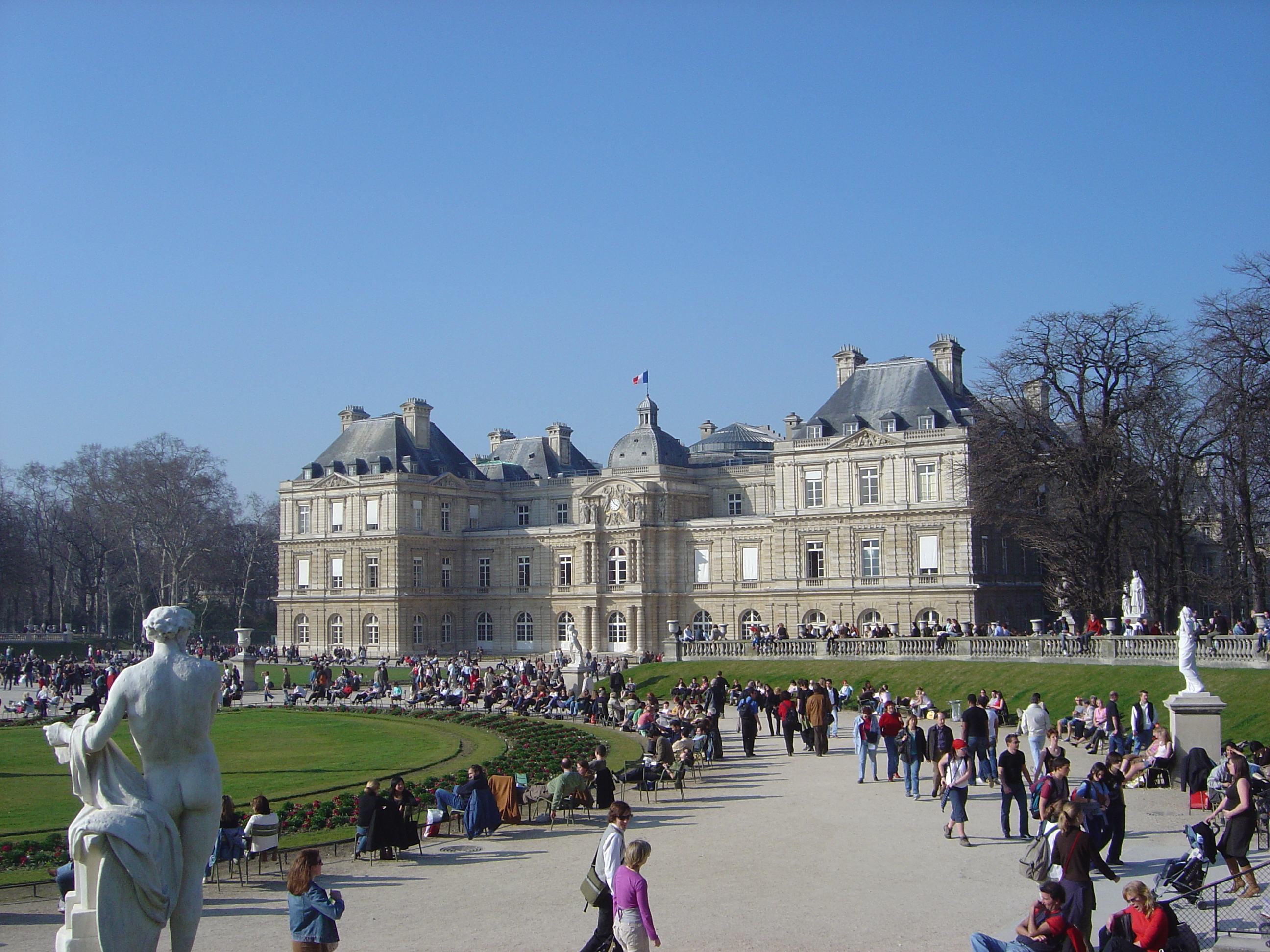
Vườn và cung điện Luxembourg

Khu vực gần sông Seine của khu phố La Tinh phát triển từ thời kỳ Paris còn mang tên Lutetia. Nơi đây xuất hiện hai công trình quan trọng của thành phố khi đó là đấu trường Lutetia và nhà tắm công cộng cổ La Mã. Từ thế kỷ 12, Paris là một trung tâm giáo dục, các thầy giáo và học trò tập trung về đồi Sainte-Geneviève, nơi có trường Notre-Dame. Cho tới đầu thế kỷ 13, Đại học Paris được thành lập. Năm 1253, Robert de Sorbon mở ra trường Sorbonne, dành cho những sinh viên và thần học. Nơi đây trở thành trung tâm về giáo dục và tôn giáo, còn bên hữu ngạn giữ vai trò về thương mại và tài chính.
Năm 1530, François I lập ra Collège des Lecteurs Royaux, tức Collège de France sau này. Các công trình quan trọng tiếp tục được xây dựng ở khu phố La Tinh. Năm 1615, cung điện Luxembourg khởi công. Năm 1758, Điện Panthéon được xây dựng. Cho tới thời kỳ Cách mạng Pháp, các trường lớn như Bách khoa Paris, Trường Sư phạm ra đời. Khu phố La Tinh là trung tâm giáo dục, khu phố của sinh viên.
Tháng 5 năm 1968, một vụ bạo động của sinh viên bắt đầu từ Nanterre lan tới khu phố này. Kết quả vụ bạo loạn thay đổi hệ thống quản lý giáo dục, khiến Đại học Paris bị tách ra tạo thành 13 trường như hiện nay. Nhiều trường chuyển ra ngoài ngoại ô xây dựng ở các địa điểm rộng rãi hơn.
Ngày nay, khu phố La Tinh vẫn còn tập trung nhiều trường đại học, nhưng cũng là một khu phố du lịch đông đúc, đặc biệt ở đầu đại lộ Saint-Michel, khu vực dành cho người đi bộ mang tên La Huchette.

## Các công trình
- Điện Panthéon
- Bảo tàng Trung Cổ Quốc gia
- Cung điện Luxembourg
- Vườn Luxembourg
- Bảo tàng Luxembourg
- Thư viện Sainte-Geneviève
- Hôtel des Monnaies
- Đấu trường Lutetia
- Nhà hát Odéon
- Nhà thờ Saint-Étienne-du-Mont
- Nhà thờ Saint-Sulpice
- Nhà thờ Saint-Séverin
- Tu viện Cordeliers

## Trường học
- Collège de France
- Sorbonne
- Đại học Paris I Panthéon-Sorbonne
- Đại học Paris II Panthéon Assas
- Đại học Paris III Sorbonne Nouvelle
- Đại học Paris IV - Sorbonne
- Đại học Paris V René Descartes
- ISEP
- Trường Sư phạm Paris
- Trường Mỏ Paris
- Trung học Louis-le-Grand
- Trung học Saint-Louis
- Trung học Henri-IV
- Trung học Fénelon
- Trung học Lavoisier
- Trung học Montaigne